# Varaignes
Varaignes (okzitanisch Varanha) ist eine französische Gemeinde mit 357 Einwohnern (Stand 1. Januar 2022) im Département Dordogne in der Region Nouvelle-Aquitaine. Sie gehört zum Arrondissement Nontron und zum Kanton Périgord Vert Nontronnais. Zuständiger Gemeindeverband ist die Communauté de communes du Périgord Nontronnais. Die Einwohner werden als Varaignauds bzw. Varaignaudes bezeichnet.

## Etymologie
Der Ortsname geht sehr wahrscheinlich auf den gallorömischen Eigennamen Varanius oder Veranius zurück.

## Geographie
Varaignes ist Grenzgemeinde zum Département Charente und liegt vier Kilometer nordwestlich von Javerlhac und 16 Kilometer nordwestlich von Nontron. Es wird von folgenden sieben Nachbargemeinden umgeben:
| Montbron (Charente)                          | Eymouthiers (Charente)                      | Soudat |
| Souffrignac (Charente), Feuillade (Charente) | Kompassrose, die auf Nachbargemeinden zeigt | Teyjat |
|                                              | Javerlhac-et-la-Chapelle-Saint-Robert       |        |

Zum Gemeindegebiet gehören folgende Weiler, Einzelhöfe, Mühlen und Geländepunkte: Beauséjour, Bellevue, Chablat, Chante-Grelette, Chez Berthonnet, Chez Bouret, Chez Chèvre, Chez Durand, Chez Gauty, Chez Guillout, Chez Marot, Chez Mondy, Chez Raby, Chez Rouyer, Croix de la Plat, Fontaine de Sainte-Marguerite, La Basse Côte, La Baysse, La Côte, La Croix des Épingles, La Vacherie, Le Cousset, Le Débat, Le Fayard, Le Gauty, Le Grand Moulin, Le Moulin de Varaignes, Le Pavillon, Le Petit Cousset, Le Puy de Belet, Les Bauches (zweimal), Les Faures, Les Laquoux, Les Loges, Les Penauds, Les Peyrières, Les Virades, Montchoisy, Petit Paris, Pommaré, Quillac und Versailles.
Der topographisch tiefste Punkt des Gemeindegebietes liegt mit 115 Meter über dem Meer am Bandiat an der Westgrenze zu Souffrignac, der höchste Punkt mit 241 Meter über dem Meer an der D 163 im äußersten Norden. Die maximale Höhendifferenz beträgt 126 Meter. Der Ortskern befindet sich auf 142 Meter Meerhöhe.

### Verkehrsanbindung

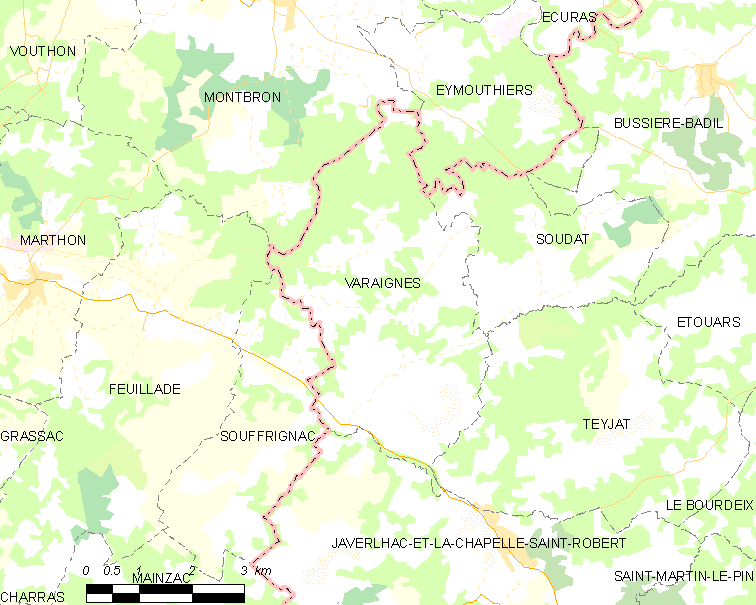
Lagekarte von Varaignes

Der Ortskern von Varaignes befindet sich rechtsseitig unweit der Hauptverkehrsachse Nontron-Angoulême (D 75) und kann von dieser aus über die D 90, welche ihn zusätzlich an die Querverbindung Montbron-Piégut-Pluviers (D 5 in der Charente bzw. D 91 in der Dordogne) weiter im Norden anbindet, erreicht werden. Die D 92 von La-Chapelle-Saint-Robert in Richtung Piégut-Pluviers quert die D 75 und verläuft sodann durch den Südosten des Gemeindegebiets. An der Nordwestgrenze (Grenze zur Charente) zieht die D 163 vorbei, die Feuillade über Eymouthiers mit Écuras verbindet.
Durch Varaignes verlief einst die Bahnstrecke Quéroy-Pranzac–Thiviers. Der zugehörige Bahnhof befand sich bei Le Grand Moulin.

### Fernwanderweg
Von Feuillade kommend kreuzt der Fernwanderweg GR de Pays Entre Angoumois et Périgord (zwischen Angoumois und Périgord) den Nordwesten des Gemeindegebiets in Richtung Eymouthiers.

### Bodenbedeckung

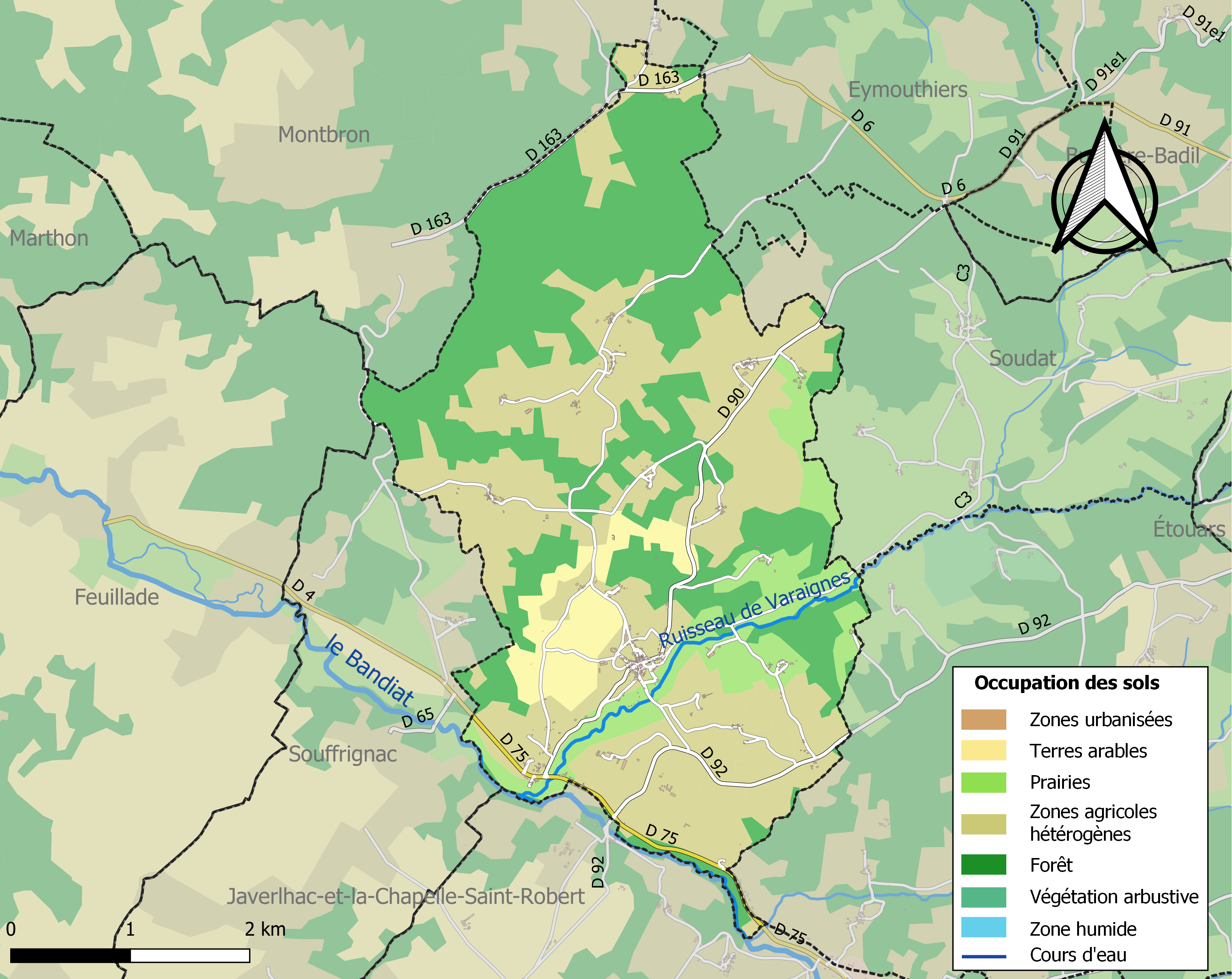
Bodenbedeckung in Varaignes

Die Bodenbedeckung der Gemeinde Varaignes schlüsselt sich im Jahr 2018 gemäß der europäischen Datenbank CORINE Land Cover (CLC) wie folgt auf:
- Wälder – 38,4 %
- heterogene landwirtschaftliche Nutzung – 45,9 %
- Wiesen – 10,4 %
- Ackerland – 5,3 %.

Die landwirtschaftliche Nutzung (bestehend aus heterogener Landwirtschaft inklusive Wiesen und Ackerland) steht eindeutig im Vordergrund. Sie ist mit 61,6 % gegenüber 1990 (61,5 %) nur minimal angewachsen.

## Klima
Die Gemeinde Varaignes besitzt ein abgeschwächtes ozeanisches Klima, das sich durch folgende Parameter auszeichnet:
| Klimaparameter im Zeitraum 1971–2000 - Jahresmittel: 12,1 °C - Anzahl der Tage unter −5 °C: 3,2 - Anzahl der Tage oberhalb 30 °C: 7,0 - Maximum im Tages-Temperaturunterschied: 14,7 °C - Jahresniederschlag: 1074 mm - Niederschlagstage im Januar: 12,3 - Niederschlagstage im Juli: 6,8 |

Durch den Klimawandel zeichnen sich Erhöhungen im Jahresmittel ab, die sich bereits auch bemerkbar machen. So ist beispielsweise an der 62 Kilometer entfernten Wetterstation am Flughafen von Limoges-Bellegarde das langjährige Jahresmittel von 11,2 °C für 1971–2000 über 11,4 °C für 1981–2010 auf 11,8 °C für 1991–2020 angestiegen – ein Zuwachs um 0,6 °C innerhalb von 20 Jahren.

## Hydrographie

Hydrographische Karte von Varaignes

Durch den Ort zieht der gleichnamige Ruisseau de Varaignes – ein rechter Seitenarm des Bandiats. Er entspringt im Gemeindegebiet von Saint-Estèphe bei Pontcharnaud auf Granodiorit. Den Nordwesten der Gemeinde durchzieht das Trockental des Grand Ravin du Vallon de la Tricherie, das nahe Feuillade rechtsseitig in den Bandiat mündet. Beide Talsysteme sind nach Südwest orientiert. Wegen Verkarstungserscheinungen in den kalkigen Jurasedimenten sind die Seitentäler des Grand Ravin – insbesondere sein großes, nach Westnordwest gerichtetes Seitental bei Chante-Grelette – und des Ruisseau de Varaignes ebenfalls Trockentäler.
Der Bandiat und seine Seitenarme gehören zum Flusssystem der Charente.
Das Entwässerungsnetz in der Gemeinde Varaignes besitzt eine Gesamtlänge von 5 Kilometer.

## Geologie

Geologische Karte von Varaignes

Die Gemeinde wird in ihrer Gesamtheit von flachliegenden Sedimentgesteinen unterlagert. Die Abfolge gehört zum nordöstlichen Aquitanischen Becken, dessen Sedimente im Lias (beispielsweise weiter östlich bei Soudat) über das variszische Grundgebirge des Massif Central transgredierten. In der Hauptsache handelt es sich um Dogger.
Die Abfolge beginnt mit weißen, kreideartigen Oolithkalken aus dem Mittleren Bajocium – Formation j1b. Es folgen Oberes Bajocium (weiße Oolithkalke und beige peloidführende Kalke der Formation j1c) und Unteres Bathonium (braune, lithoklastenreiche Kalkmikrite der Formation j2a). Das Bajocium ist ein sehr guter Grundwasserleiter und neigt überdies zur Karstifizierung.
Am Nordwestrand des Gemeindegebietes zieht ein langgezogener tertiärer fluviatiler Schuttfächer aus dem Grundgebirge heraus und legt sich über Kolluvium und Sedimentgesteine hinweg; er besteht aus Sanden und Kiesen und bildet topographische Höhenrücken (Formation H-F).
Plateau- und Hanglagen werden großteils von kolluvialen pleistozänen Lockersedimenten maskiert (Formationen HC und C).
Im Flusstal des Bandiats wurden rechtsseitig mittelpleistozäne, ockerfarbene, tonhaltige Sande mit polierten Quarz- und Grundgebirgsgeröllen auf einer Mittelterrasse abgelagert (Formation Fw). Die Talungen von Bandiat, Ruisseau de Varaignes und Grand Ravin werden von holozänem Alluvium verfüllt (Formation Fy-z).
Kurz vor Ortseingang quert eine Südost-Nordwest-streichende Störungszone, die mit einem Versatz von 150 Meter nach Nordost parallel zur Störungszone von Javerlhac verläuft und möglicherweise bis Vouthon durchhält. An ihr wurde der auf der Nordostseite liegende Grundgebirgsblock herausgehoben. Sie zeigt die gleiche Vererzung mit Cadmium-haltigem Zink und Blei (Sphalerit mit Greenockit und Bleiglanz). Die Störung dürfte mit zum Geländeausdruck der rechten Trogschulter des Bandiatgrabens gehören. Kleinere Querbrüche streichen in nordöstlicher Richtung, mehr oder weniger parallel zu den rechten Seitentälern des Bandiats. Entlang ihrem Verlauf erfuhren die Jurakalke teils eine sehr bedeutende Rekristallisation (Formation jC).
Bis 1860 wurde bei La Côte – vergleichbar mit den Nachbargemeinden Souffrignac, Soudat, Teyjat und Javerlhac – Eisenerz aus der tertiären Überdeckung des Sidérolithique gewonnen.

## Ökologie

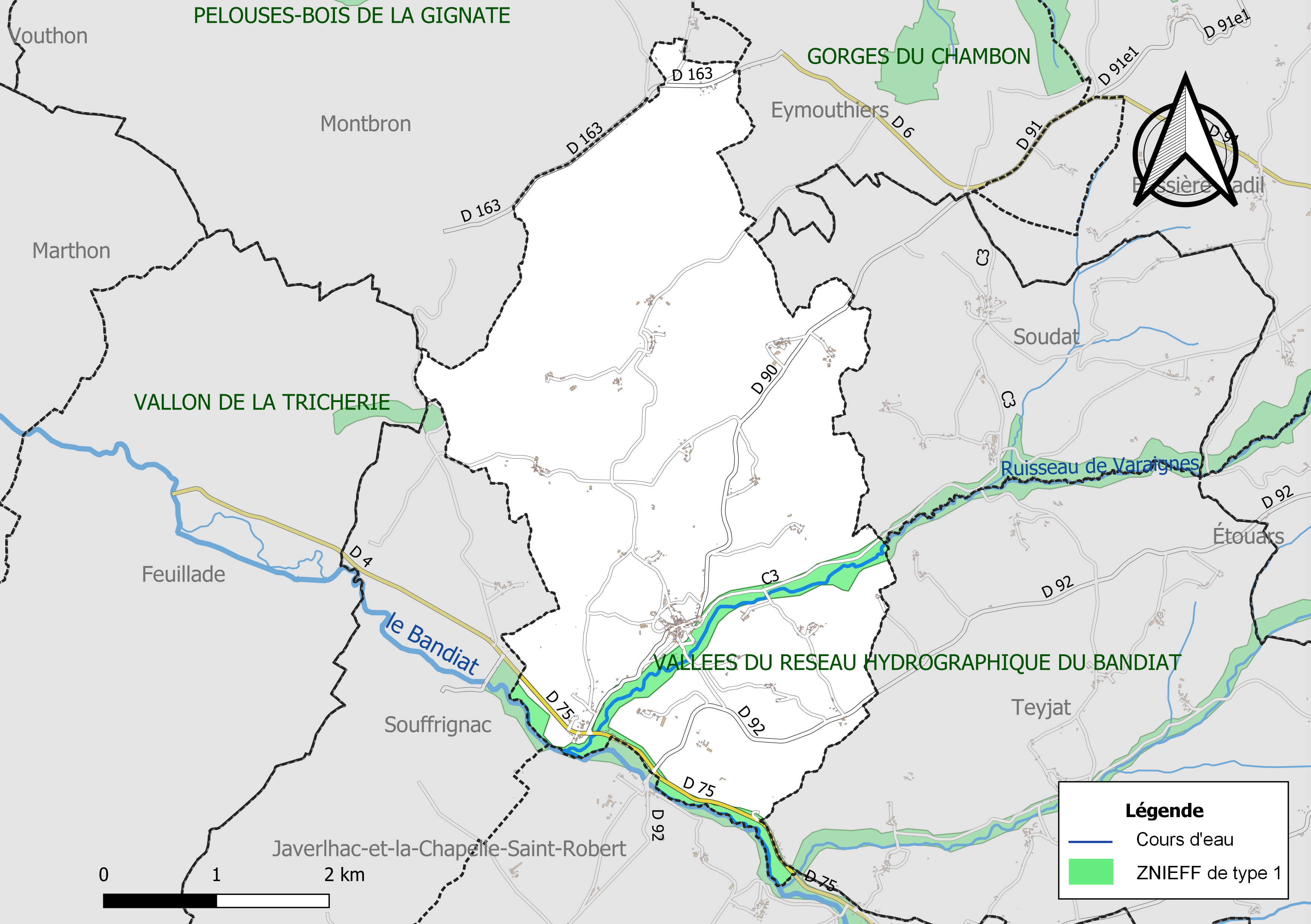
Schutzgebiete des Typus 1

### Naturpark
Die Gemeinde Varaignes bildet einen integralen Bestandteil des Regionalen Naturparks Périgord-Limousin.

### Schutzgebiete
Unter Naturschutz stehen die Talungen des Bandiats und die seines rechten Nebenflusses Ruisseau de Varaignes. Diese Gebiete sind als ZNIEFF (Französisch zone naturelle d'intérêt écologique, faunistique et floristique) des Typus 1 unter der Bezeichnung Vallées du réseau hydrographique du Bandiat ausgewiesen. Ihre Flora besteht aus über 100 Pflanzenarten mit Großer Odermennig (Agrimonia procera) und Atlantisches Hasenglöckchen (Hyacinthoides non-scripta) als Indikatorpflanzen.

## Geschichte

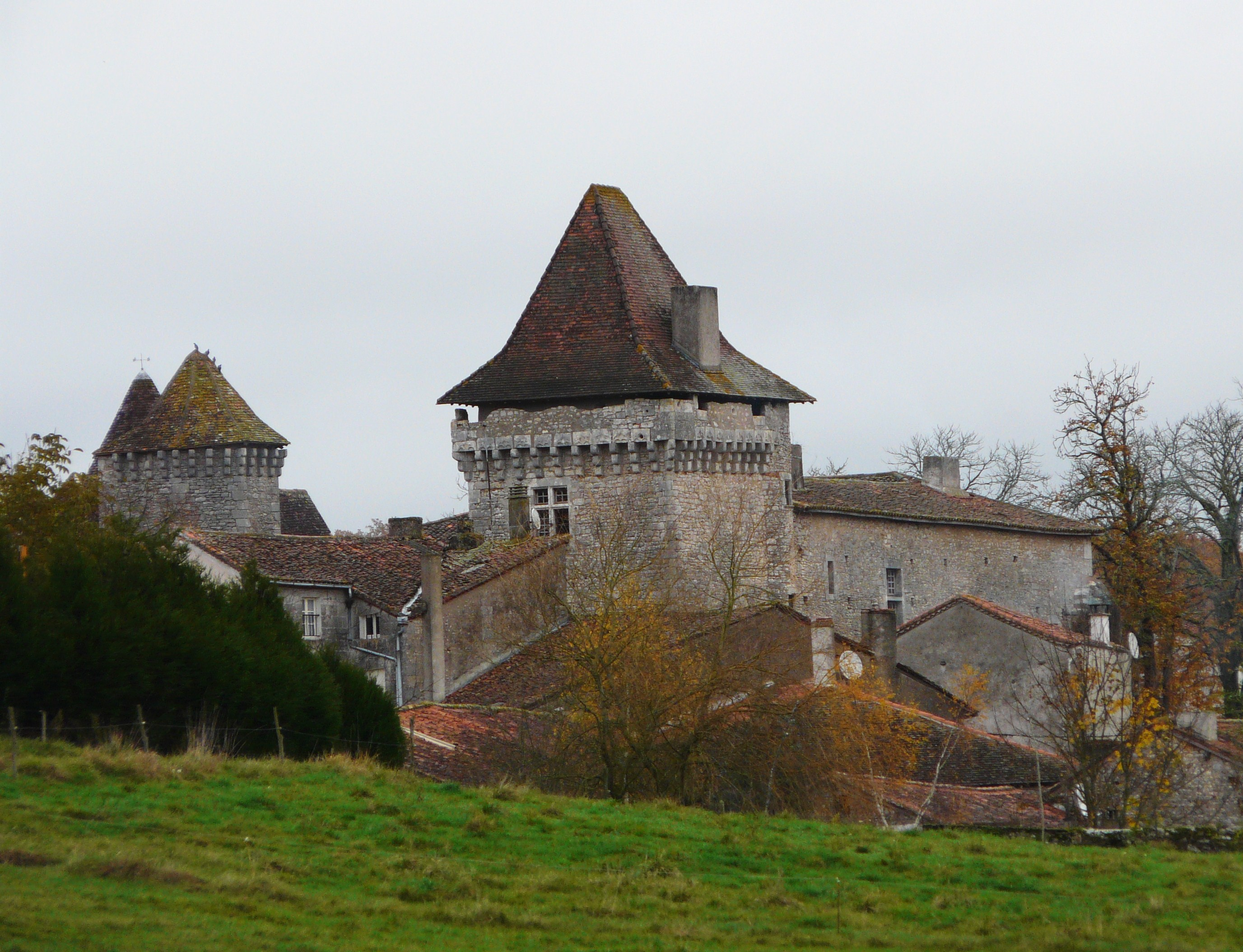
Das Schloss von Varaignes, aufgenommen von außerhalb des Ortskerns

Die Spuren menschlicher Besiedlung lassen sich in Varaignes bis ins Paläolithikum zurückverfolgen (Funde bei Les Roches). Auch für die Gallo-römische Kultur fanden sich Belege. Die Kirche Saint-Jean Baptiste stammt aus dem 12. bzw. 13. Jahrhundert (mit romanischem Chor, romanischem Portal im Limousinstil sowie gotischen Seitenkapellen). Mit dem Bau des Schlosses von Varaignes wurde ebenfalls im 13. Jahrhundert begonnen, im 16. Jahrhundert wurde es dann stark umgebaut. Es besitzt einen Turm (Donjon), Wehrgang, unterirdische Kellergewölbe und ein Eingangsportal im Renaissancestil.

## Bevölkerungsentwicklung
| Jahr | Einwohner |  |
| 1962 | 516       |  |
| 1968 | 457       |  |
| 1975 | 436       |  |
| 1982 | 436       |  |
| 1990 | 432       |  |
| 1999 | 418       |  |
| 2004 | 415       |  |
| 2005 | 408       |  |
| 2009 | 424       |  |
| 2014 | 414       |  |
| 2016 | 418       |  |
| 2017 | 403       |  |
| 2019 | 372       |  |

Quelle: INSEE
Die Einwohnerzahlen sind generell rückläufig, sie hatten nach 1962 einen starken Rückgang zu verbuchen, der aber seit 1975 abgeflacht ist. Seit 2009 hat ein neuer Rückgang eingesetzt, der sich ab 2017 drastisch verstärkt hat.
Bei einer Fläche von 16,60 Quadratkilometer besitzt die Gemeinde Varaignes eine Bevölkerungsdichte von 24 Einwohner/km².

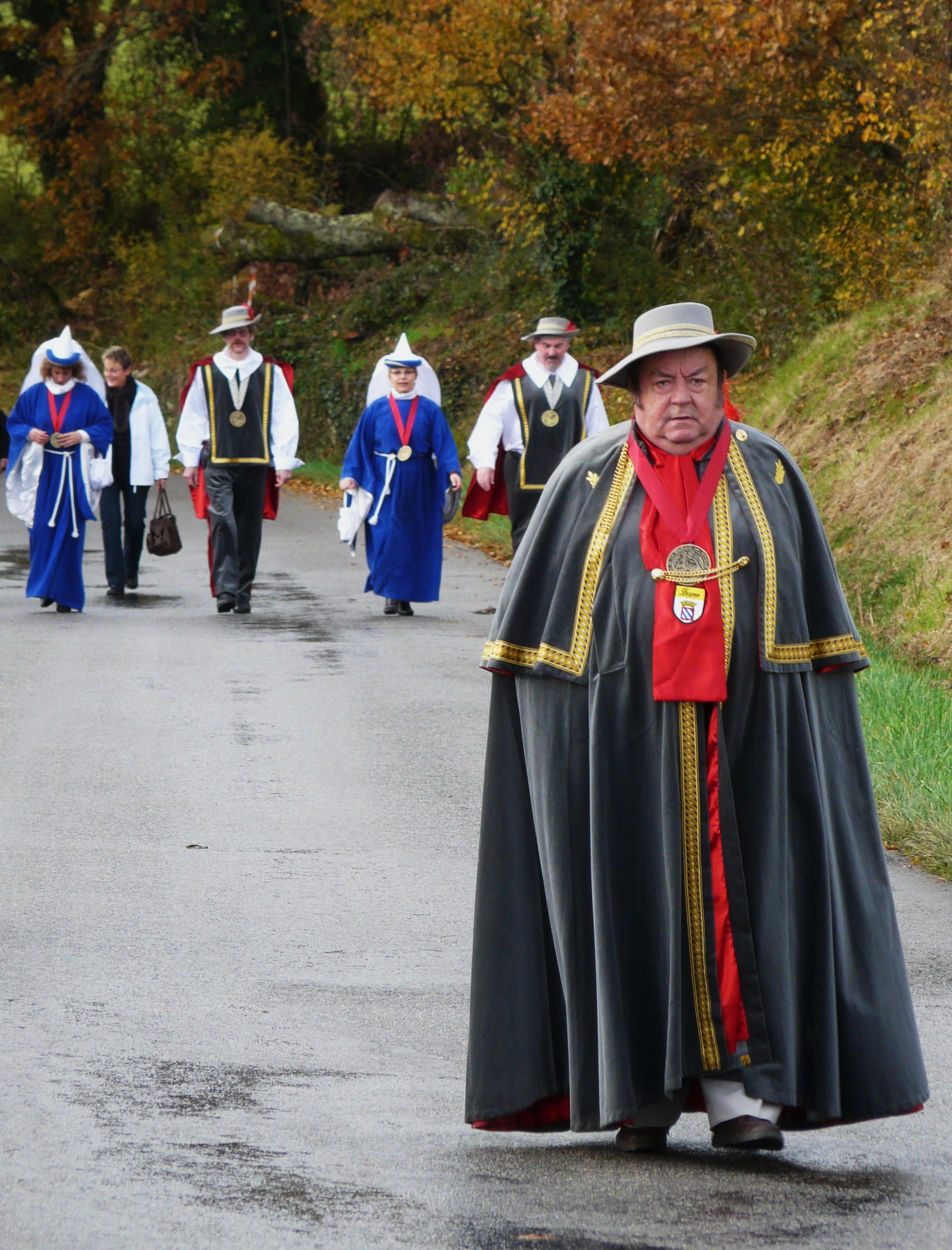
Die Bruderschaft aus Licques
trifft ein

## Wirtschaft

### Beschäftigung
Im Jahr 2015 waren 189 Erwerbsfähige zwischen 15 und 64 Jahren in der Gemeinde gemeldet, dies entspricht 45,2 % der Gesamtbevölkerung. Die Zahl der Arbeitslosen stieg seit 2010 von 15 auf 26 an, die Arbeitslosenquote beträgt somit 13,8 %.

### Unternehmen
Am 31. Dezember 2015 waren 51 Unternehmen in Varaignes ansässig, davon 27 in Handel, Transport und Dienstleistungen, 10 in Landwirtschaft, Forsten und Fischerei, 7 im Baugewerbe, 4 im Sektor Verwaltung, Bildung, Gesundheit und Soziales und 3 in der Industrie.

## Sehenswürdigkeiten
- Kirche Saint-Jean Baptiste aus dem 12./13. Jahrhundert. Wurde im 15. und im 19. Jahrhundert baulich stark verändert.
- Schloss Varaignes aus dem 13. und 16. Jahrhundert. Beherbergt eine Werkstatt und Museum der Weberei und der einheimischen Pantoffelindustrie (Charentaises).

## Ereignisse
Alljährlich am 11. November findet in Varaignes ein weithin bekannter, volksfestartiger Truthühnermarkt statt. Bei dieser Gelegenheit treffen sich die beiden Bruderschaften aus Varaignes und aus Licques in Nordfrankreich.

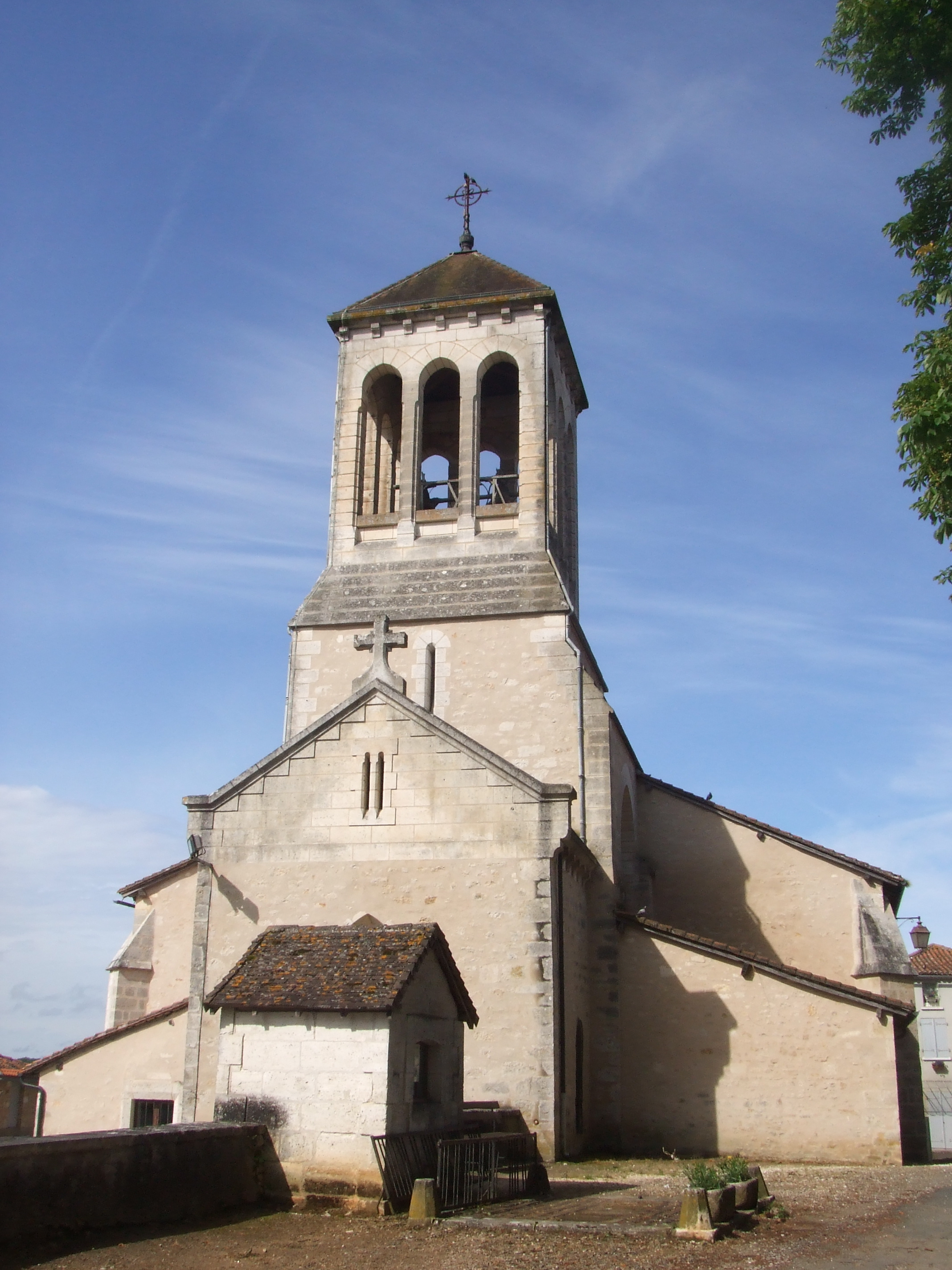
Die Kirche Saint-Jean-Baptiste
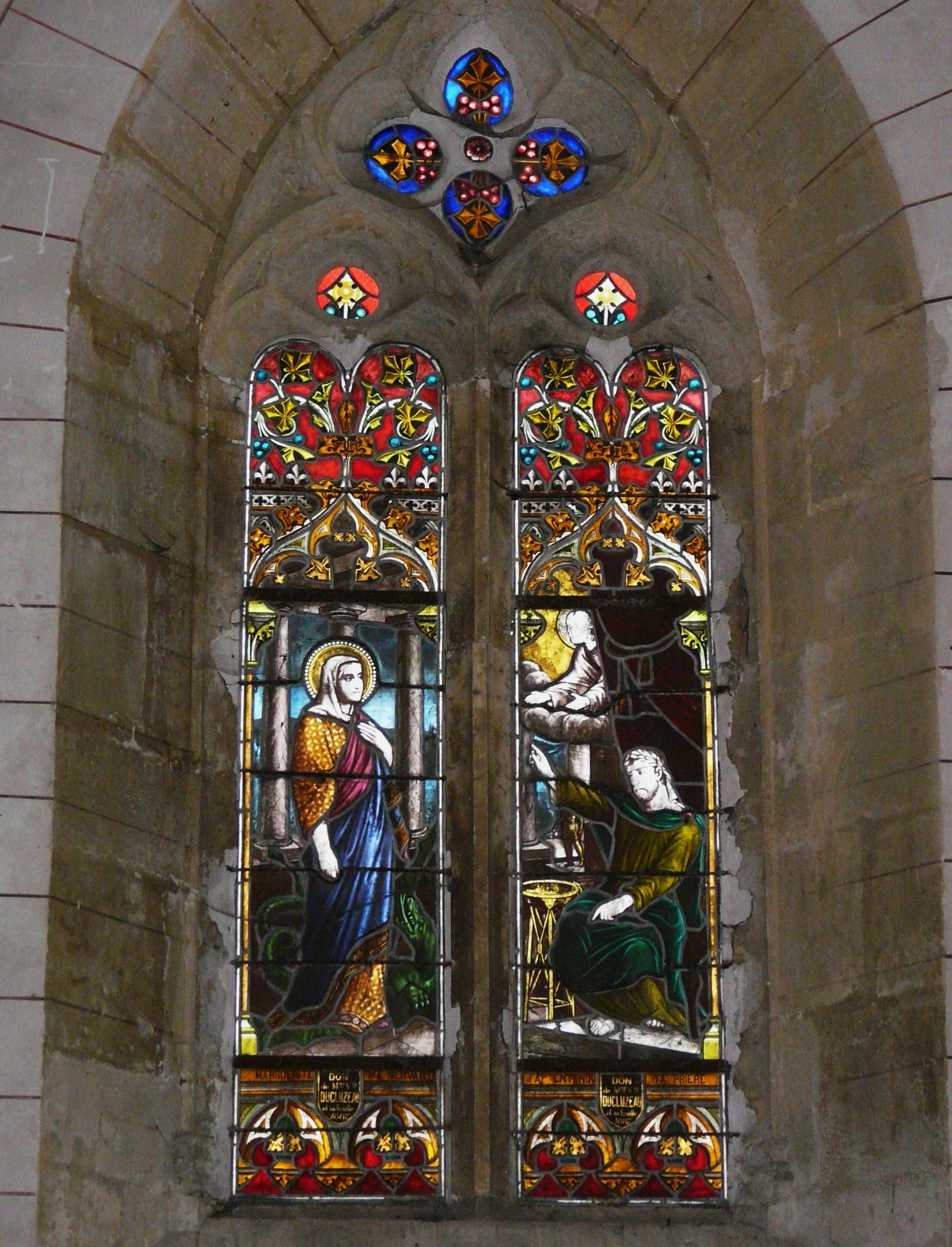
Ein Kirchenfenster
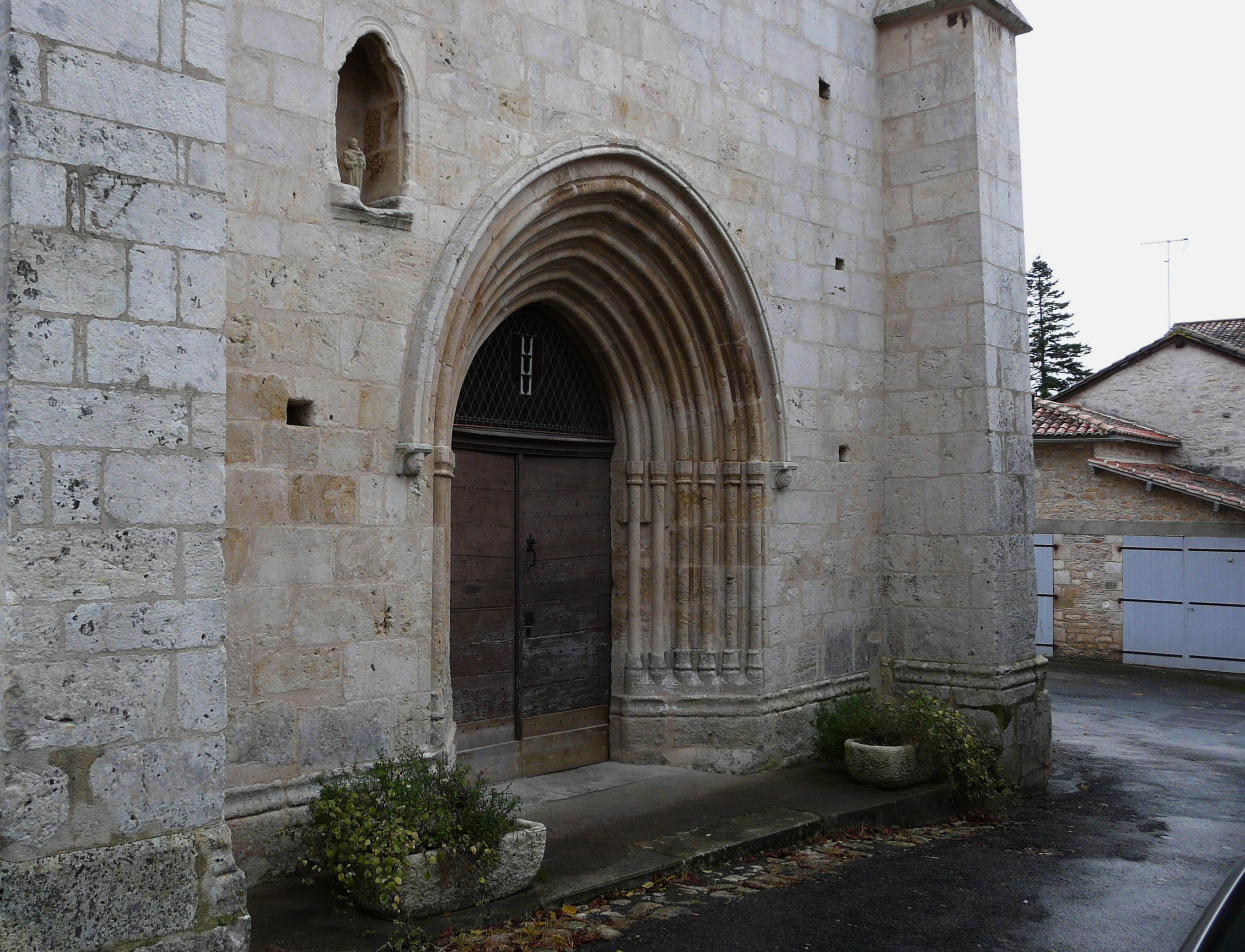
Das Eingangsportal
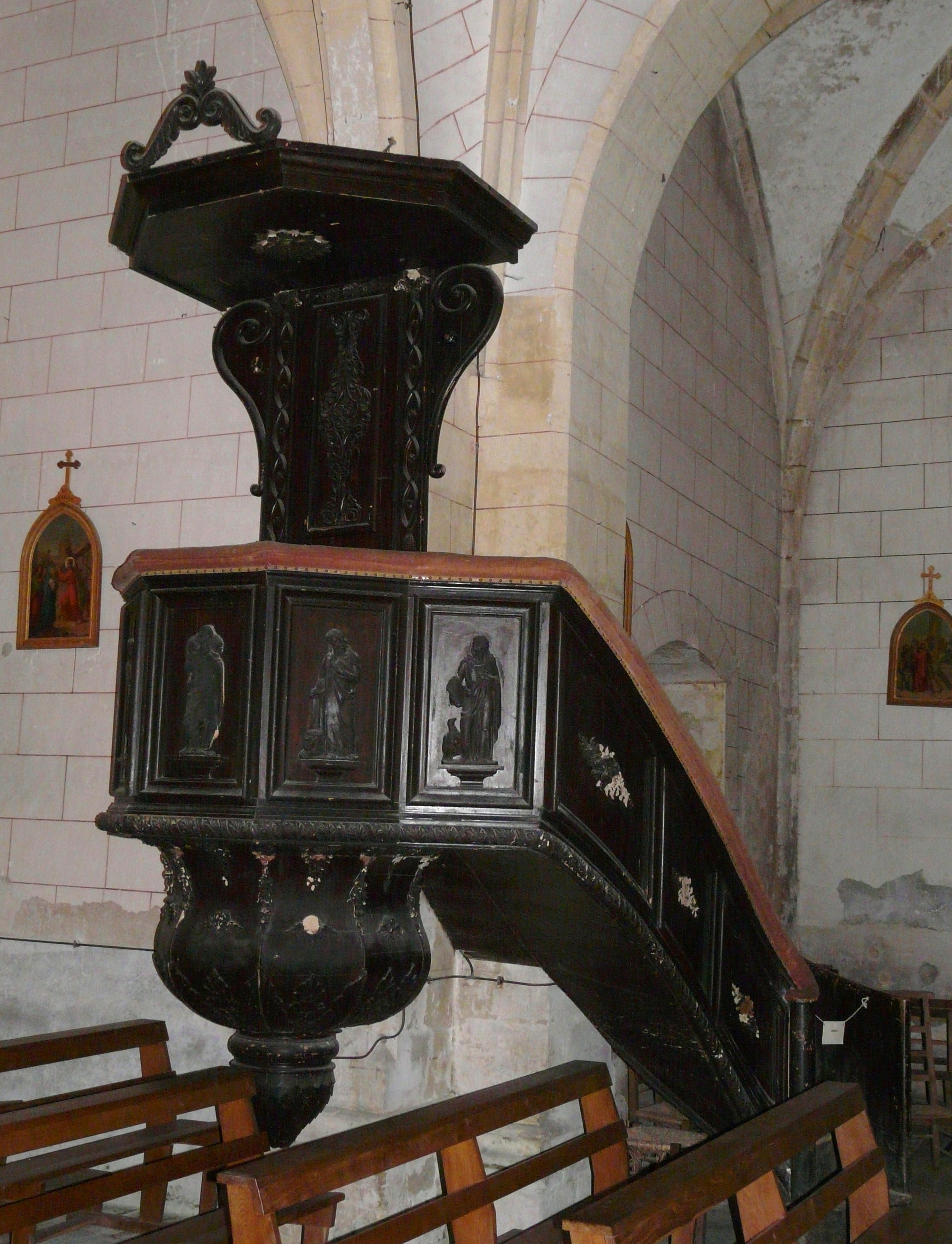
Die Kanzel
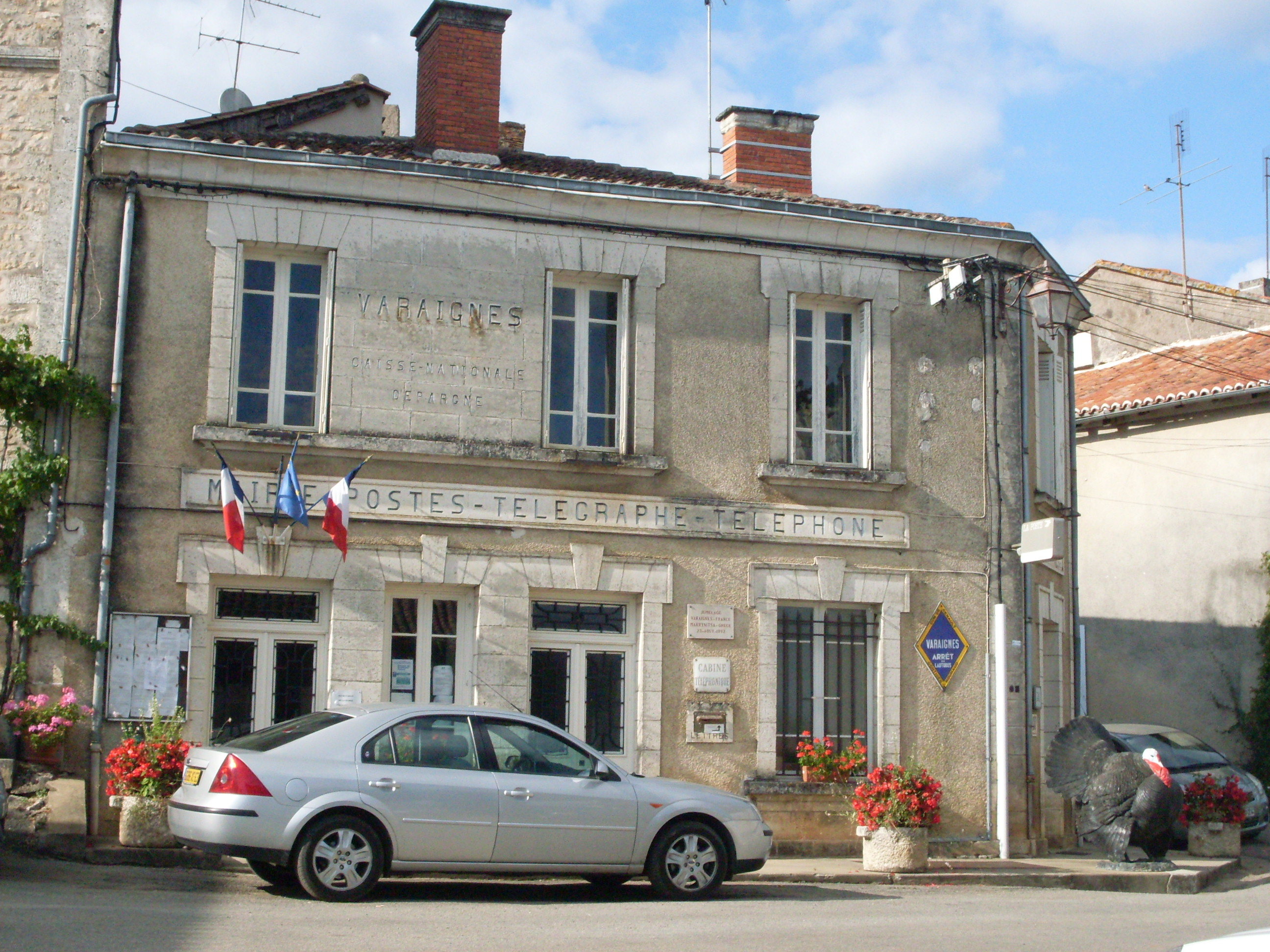
Mairie und Post
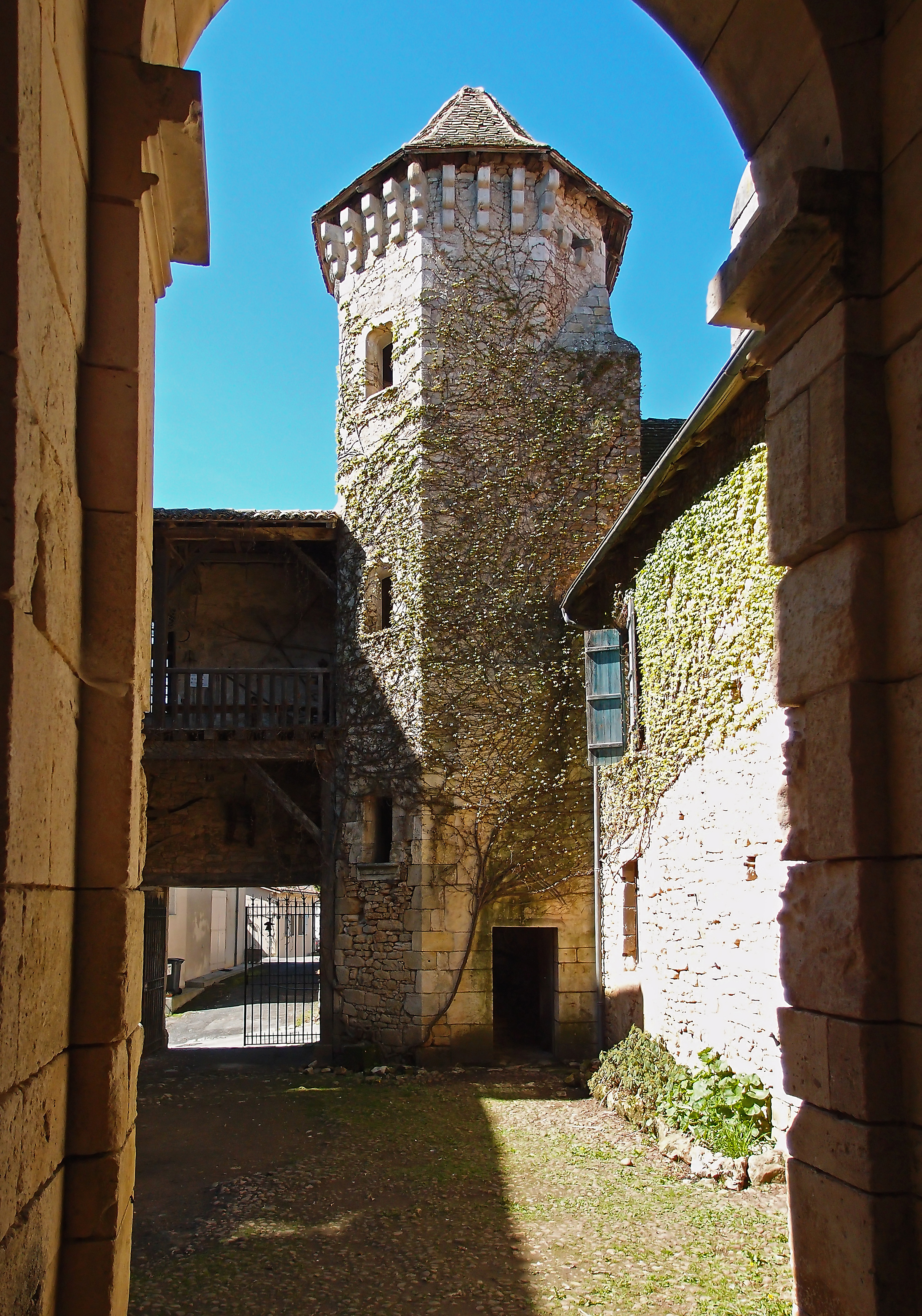
Schlosseingang mit Turm
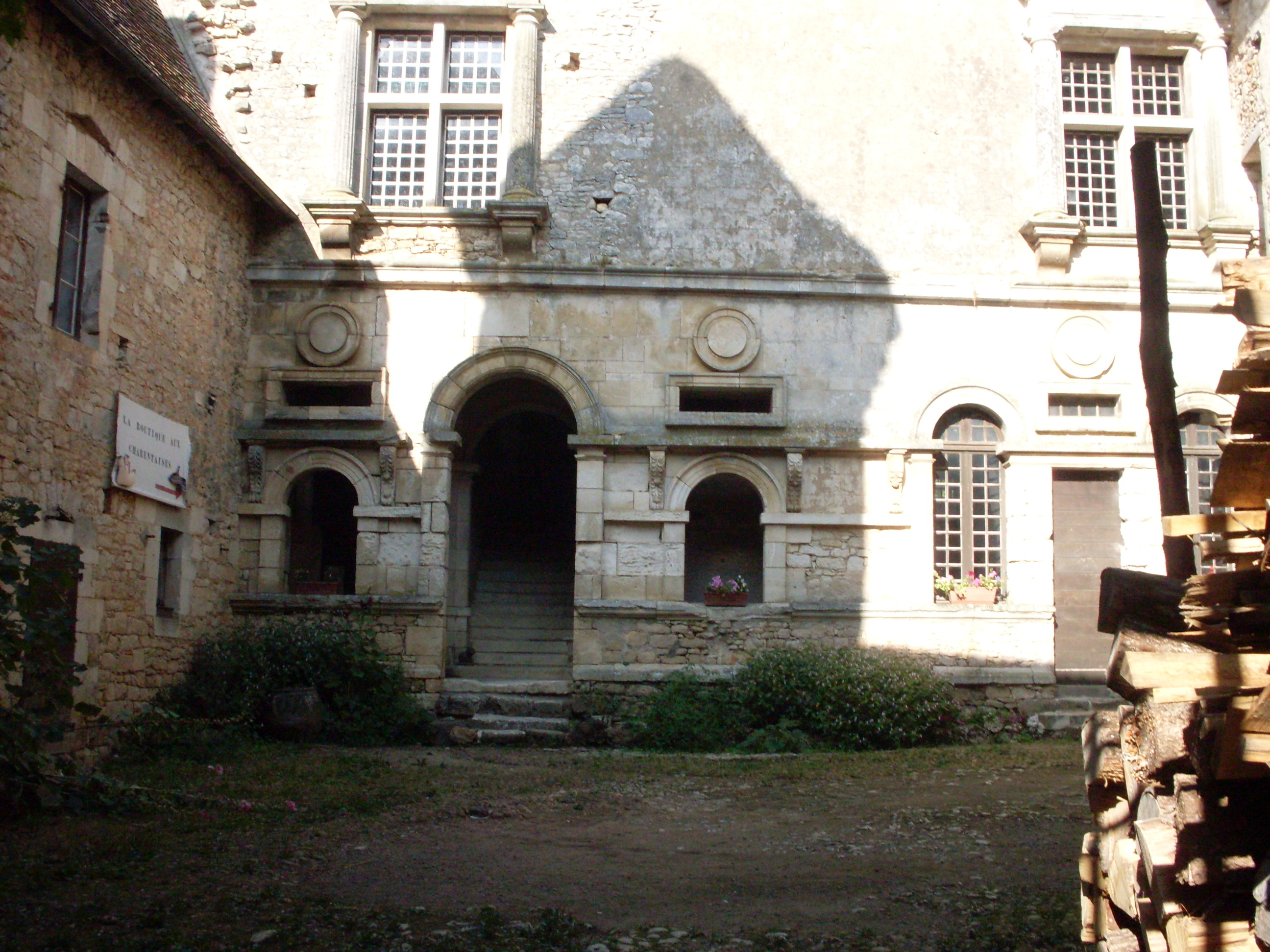
Schlossinnenhof
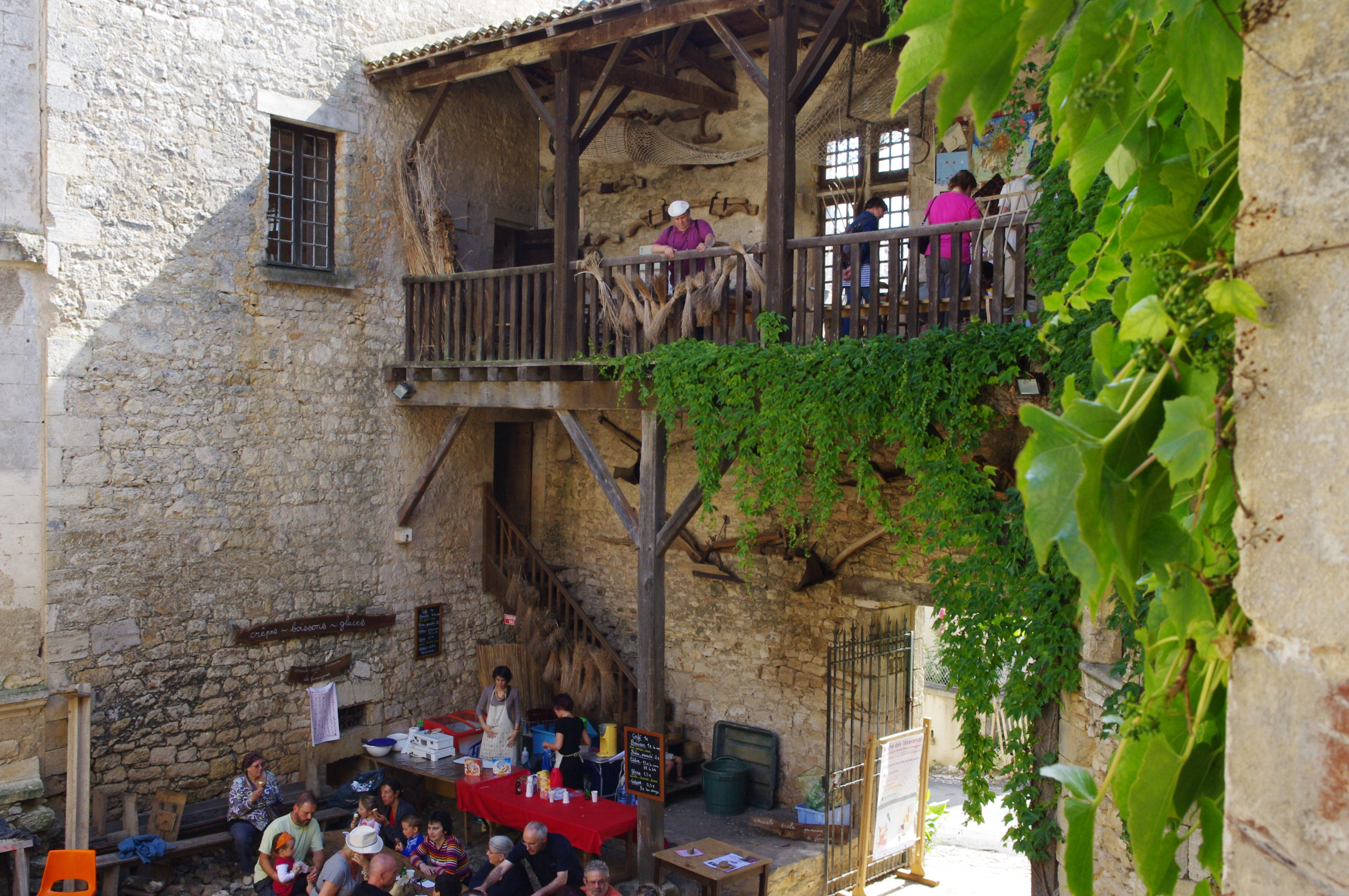
Innenhof des Museums
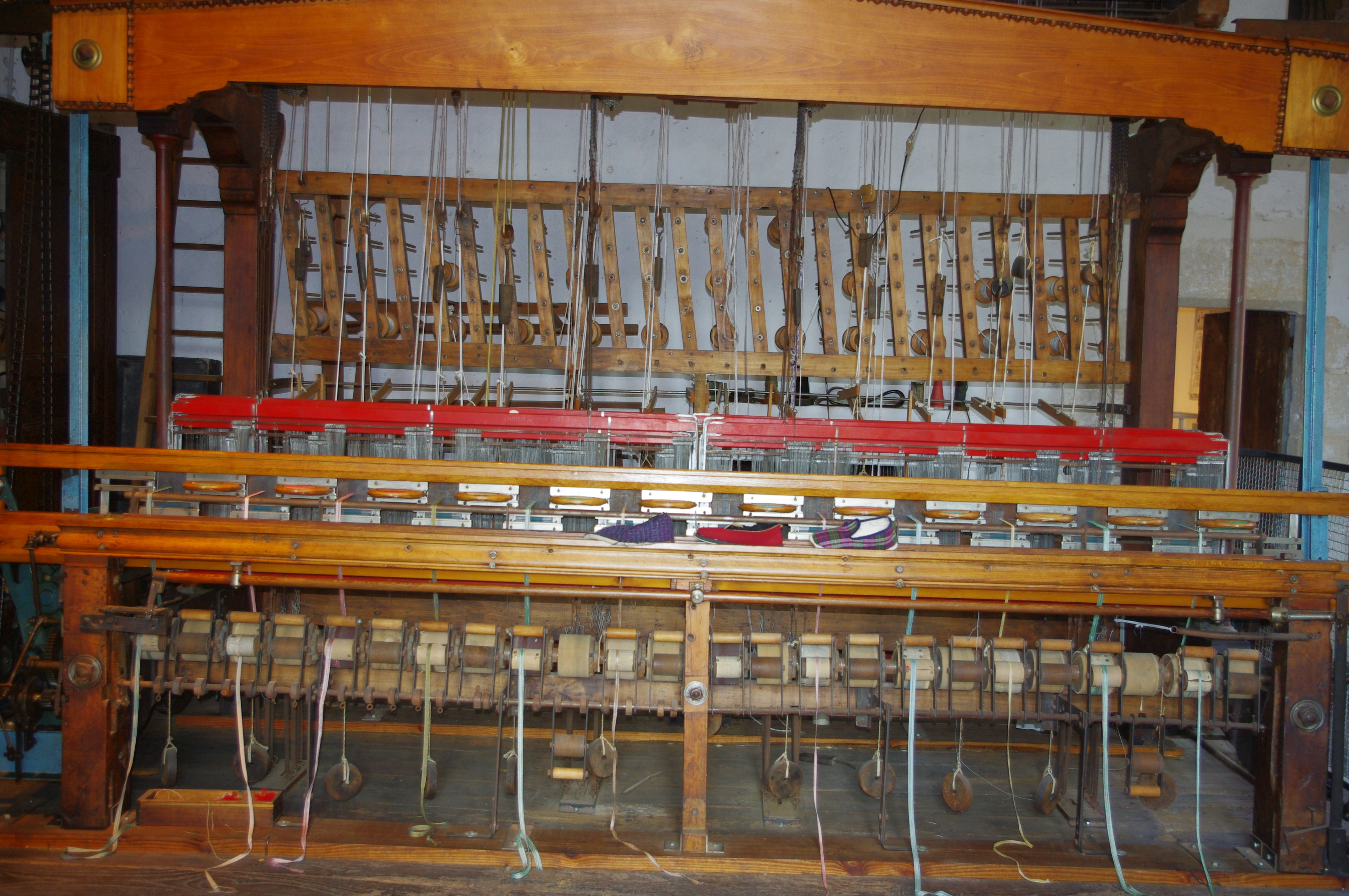
Industrieller Webstuhl im Museum
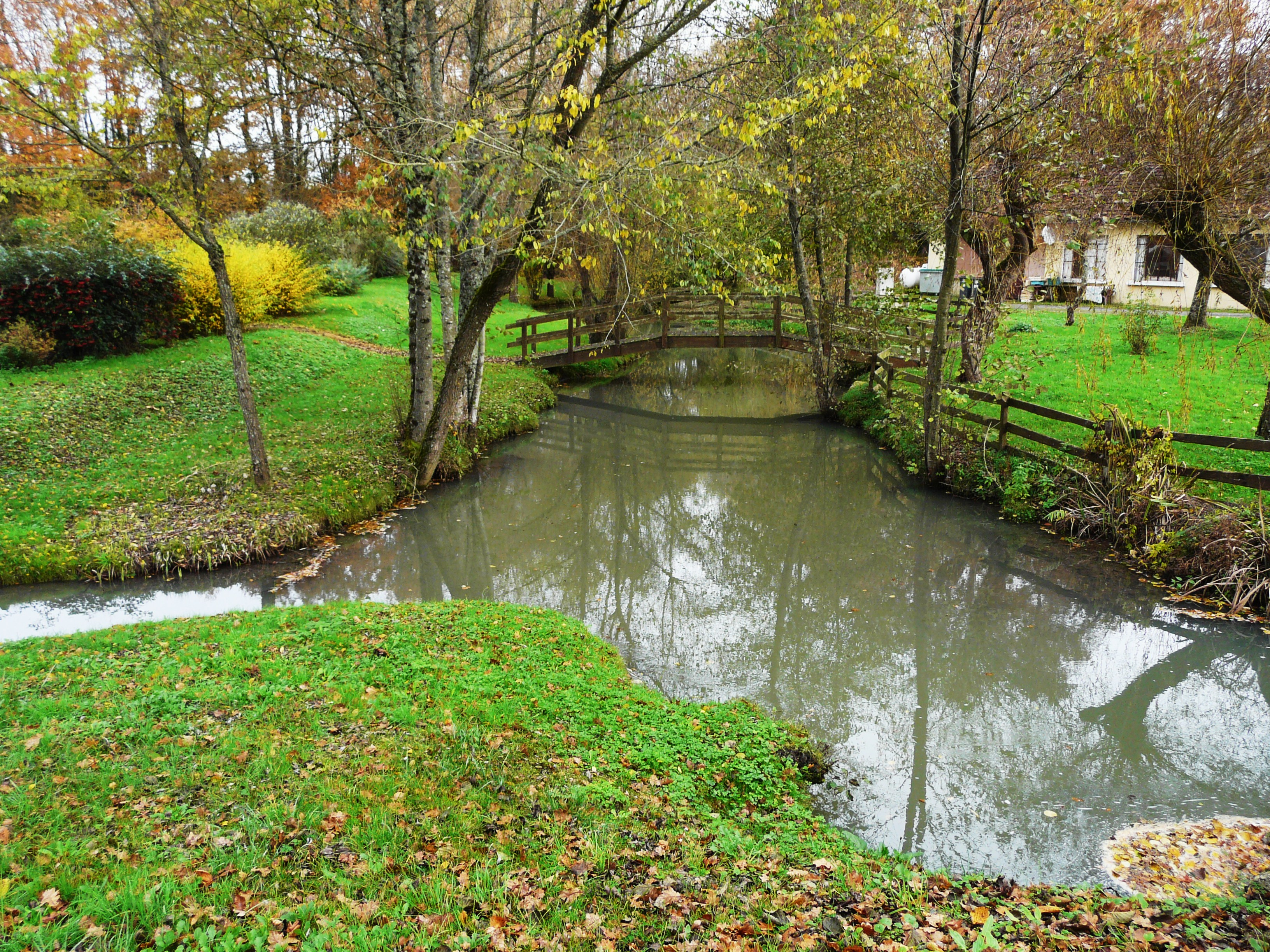
Der Ruisseau de Varaignes
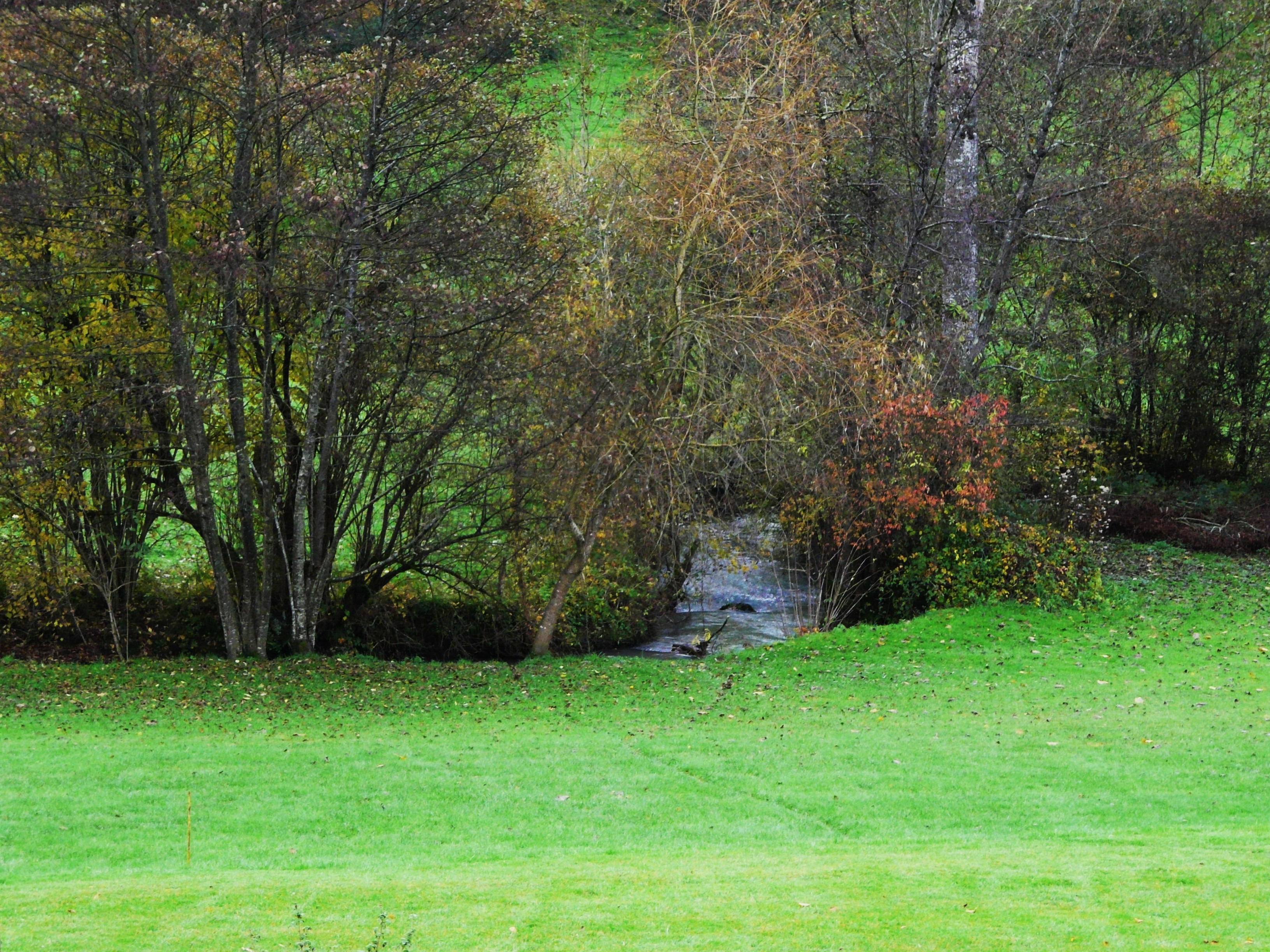
Die Flussaue des mäandrierenden Ruisseau de Varaignes
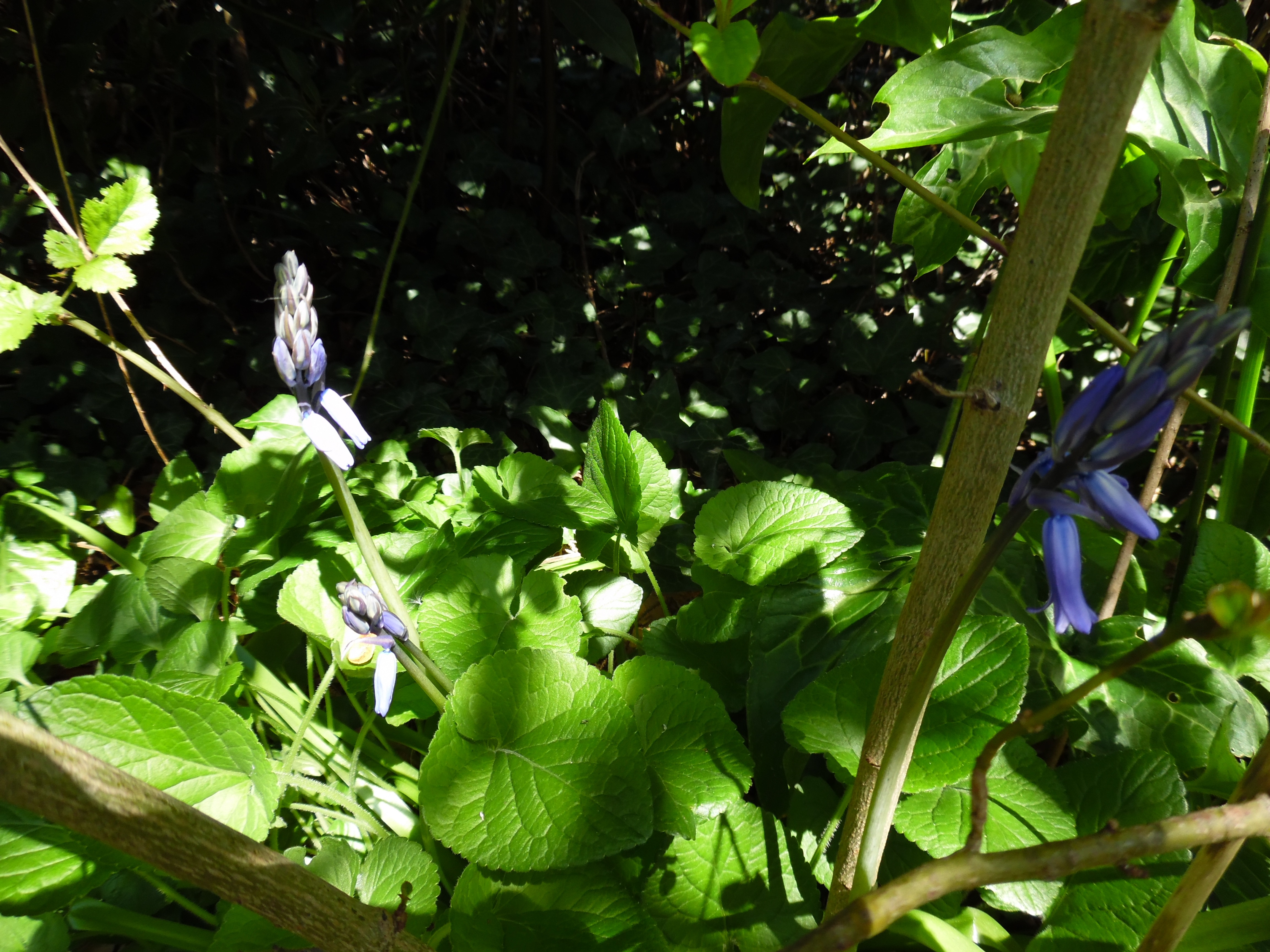
Atlantisches Hasenglöckchen Hyacinthoides non-scripta